# Rubus taiwanicola
Rubus taiwanicola là loài thực vật có hoa trong họ Hoa hồng. Loài này được Koidz. & Ohwi miêu tả khoa học đầu tiên năm 1936.